# Milpom
Milpom è una serie animata giapponese realizzata con la tecnica della stop-motion. Preannunciato da Bandai Namco Pictures già nel marzo 2015, mese in cui è stato diffuso online l'episodio pilot con tanto di sottotitoli in inglese, l'anime è ufficialmente iniziato il 5 settembre dello stesso anno.   La regia, lo storyboard e il character design sono stati affidati a Takaumi Furuhashi, mentre il brano Milky Rally, composto da kz e cantato da Anna Yano, introduce ogni episodio.
Fuori dal Giappone è Crunchyroll a curarne lo streaming a livello mondiale; l'emittente online ha definito i personaggi della serie come delle ragazze kawaii e leggermente ciniche.

## Trama
In una grande città dove è normale portare sul capo una testa d'animale di peluche, vivono Milpom e le sue amiche. Le ragazze, frivole ed alla moda, trascorrono il loro tempo tra appuntamenti, gite, feste ed altre esperienze di vita quotidiana.

## Personaggi

Silky, Milpom e Cacao

Milpom
Doppiata da Hikari Shiina
Silky (inizialmente Ponpon nell'episodio pilot)
Doppiata da Ai Matsumoto
Cacao
Doppiata da Anna Yano
Happy
Doppiata da Saki Shibata